# Archivos gay de Québec
Archives gaies du Québec (AGQ), fundado en 1983, es una organización comunitaria sin fines de lucro en Montreal que tiene el mandato de recibir, preservar y preservar cualquier documento escrito a mano, impreso, visual, de audio y cualquier objeto que atestigüe la historia de gays y lesbianas en Quebec.

## Colecciones
Archives gaies du Québec se especializa en documentación relacionada con las personas LGBT en Quebec, en particular sobre el sida, la legislación dirigida a la discriminación contra las personas LGBT y el matrimonio entre personas del mismo sexo. Sus colecciones incluyen más de 1.000 títulos de publicaciones periódicas, periódicos, recortes de prensa, 600 libros, 200 videocasetes, 60 películas, 2.000 carteles, 40.000 fotografías, alrededor de 100 tesis, alrededor de 50 estudios sobre el sida, 500 archivos. Onomástica y temática, fondos de archivo, documentos oficiales y otros objetos . Incluyen el trabajo completo del fotógrafo de Montreal Alan B. Stone.
Las colecciones son accesibles al público en la sala de lectura de la organización. Las colecciones incluyen, entre otros, los archivos del periodista Bernard Courte, du Berdache, la Association pour les droits des gais et lesbiennes du Québec (ADGLQ), los activistas Douglas Buckley-Couvrette y Ken Morrison, Viviane Namaste (en), profesor de la Institut Simone de Beauvoir, el escritor Marcel F. Raymond, la modelo Normand Chambert, el profesor de cine Thomas Waugh (in) y Miriam Ginestier.
El Archivo Gay de Quebec también incluye documentación de L'Androgyne, la primera librería gay de Montreal, el Front de liberation homosexuel, la Association pour les droits des gais au Québec, el Centre communautaire des gais et lesbiennes de Montréal, al igual que el Les Predateurs, La Coalition, RAGLAM, Naches, Groupe homosexuel d'Action politique (GHAP), Gay Montreal Association-Association homophone de Montréal (GMA), Integrity y La ville en rose. La colección Histoires de nos vies reúne varios documentos históricos de los siglos XVIII al XX.

## Promoción y difusión
AGQ ofrece servicios de referencia para investigadores en estudios de gays y lesbianas. La mayoría de los usuarios son estudiantes universitarios que investigan el movimiento LGBT. La organización ha publicado el boletín L'Archigai desde 19921. Organiza conferencias y exposiciones sobre el tema LGBT en Quebec, así como sobre la vida gay, el erotismo gay y la literatura de temática gay. Organiza o participa en varios eventos, incluido el Orgullo literario, el Día de la comunidad LGBT de Montreal, lecturas públicas, lanzamientos de libros8 o ventas de libros.
La digitalización de las colecciones está en proyecto o por hacer (2009). “Se dice que gran parte de los archivos LGBTQ de América del Norte anteriores a 1960 están en malas condiciones y corren el riesgo de perderse porque no están catalogados o listados.” Algunas colecciones se exhiben y difunden a través de exposiciones web, como Histoires de nos vies10. ADQ también compiló una bibliografía sobre la homosexualidad en Quebec antes de 199010.
AGQ es una de las principales fuentes documentales sobre personas LGBT en Quebec con el centro de documentación del Centre communautaire des gais et lesbiennes de Montréal y la Open Book Library.

## Histórico
Desde mediados de la década de 1970, Ross Higgins y Jacques Prince trabajaron para el colectivo de librerías L'Androgyne. Ross Higgins comienza a recopilar documentos relacionados con la historia de gays y lesbianas en Quebec. Teniendo en cuenta que los recursos bibliotecarios y de archivo disponibles en esta área eran escasos en ese momento, fundaron Archives gaies du Québec en 1983. El centro es uno de los primeros en surgir en América del Norte. La documentación se conserva y dispersa en los apartamentos de los fundadores y socios13. En 1993, los archivos se guardaron en una sala del bulevar Saint-Laurent, edificio que también alberga a los equipos de los festivales Imagen y Nación y Divers / Cité. En 2007, el espacio ocupado se duplicó2. En 2013, Archives gaies du Québec trasladó sus colecciones y servicios a Amherst Street en el Gay Village. AGQ sigue siendo el principal repositorio de la memoria colectiva LGBT en Quebec, la organización sigue funcionando gracias a la devoción y pasión de sus voluntarios, siguiendo el ejemplo del mismo fenómeno en todo el mundo occidental. Archives gaies du Québec se encuentran entre las organizaciones LGBT de Quebec más antiguas que aún existen.